# 열판

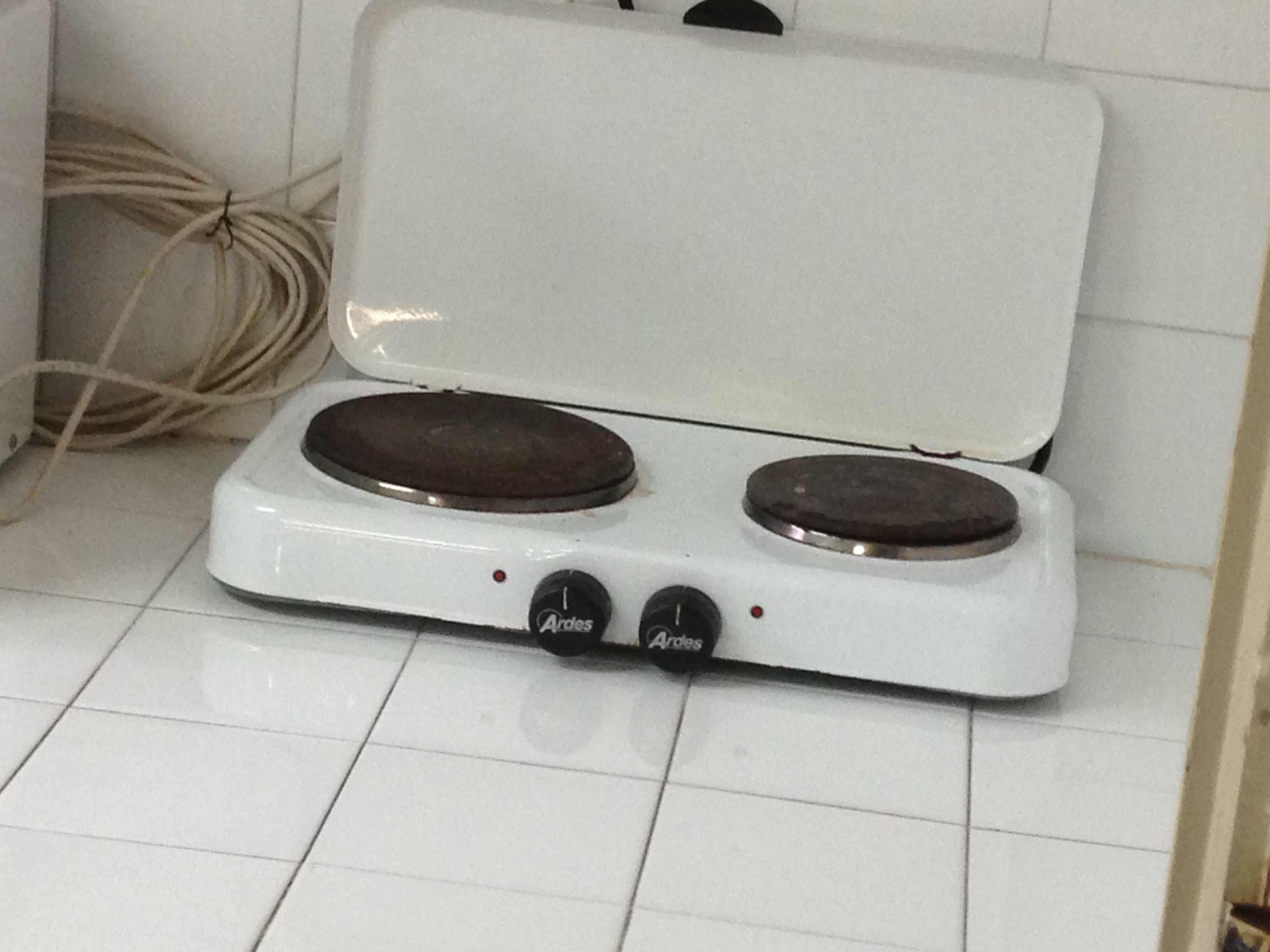
테이블 위에 놓고 쓰는 전기형 열판

열판 또는 핫 플레이트(hot plate 또는 hotplate)는 하나 이상의 전기 가열 요소 또는 가스 버너를 갖춘 휴대용 독립식 탁상용 소형 가전제품 쿡탑(cooktop)이다. 열판은 독립형 기기로 사용할 수 있지만 종종 오븐 레인지나 주방 스토브의 버너 중 하나를 대신하여 사용된다. 열판은 일반적으로 주방 스토브가 편리하지 않거나 실용적이지 않은 장소에서 음식 준비에 자주 사용된다. 열판은 평평한 표면이나 둥근 표면을 가질 수 있다. 여행이나 전기가 없는 지역에서는 열판을 사용할 수 있다.
열판은 실험실에서 열원으로 사용될 수도 있다.

## 설명
이러한 유형의 조리 장비는 일반적으로 전기로 구동된다. 그러나 가스 가열식 열판은 19세기와 20세기에 흔하지 않았으며 전 세계 다양한 시장에서 여전히 구입할 수 있다. 주로 음식을 데우거나 따뜻하게 유지하거나 물을 가열하는 데 사용된다.

## 같이 보기
- 구이판
- 줄 발열
- 휴대용 버너